# 26º Congresso degli Stati Uniti d'America
Il 26º Congresso degli Stati Uniti d'America, formato dal Senato e dalla Camera dei rappresentanti, si è riunito a Washington, D.C. presso il Campidoglio dal 4 marzo 1839 al 4 marzo 1841. Riunitosi durante il terzo e il quarto anno della presidenza di Martin Van Buren, questo Congresso ha visto sia la Camera che il Senato in mano al Partito Democratico.

## Contesto ed eventi importanti
La crisi scoppiata nel 1837 continuò a imperversare per tutti gli Stati Uniti e soprattutto negli stati del Nord, dove il settore produttivo manifatturiero, protoindustriale e bancario subì i colpi più duri dalla crisi finanziaria. In questo clima si riunì il Congresso, dove alla Camera venne contestata l'elezione di ben cinque rappresentanti del New Jersey. Dopo ben 11 votazioni la Camera riuscì ad eleggere il suo speaker che a sorpresa proveniva dal Partito Whig, ovvero il rappresentante della Virginia (nonché campione della "teoria del diritto degli stati") Robert M.T. Hunter.
Nonostante il clima tesissimo al Congresso, il presidente Martin Van Buren promosse nuovamente il suo progetto di Independent Treasury. Van Buren e il Partito Democratico fin dai tempi della democrazia jacksoniana si erano sempre mostrati contrari a qualsiasi istituzione di una banca centrale, sostenendo che sia dannosa per il sistema economico, oltreché non rispettosa di un'interpretazione precisa della carta costituzionale. Dopo il fallimento di questo progetto durante il Congresso precedente, verso la fine del suo mandato presidenziale Van Buren riuscì a firmare l'Independent Treasury Act. Nelle sue intenzioni, in questo modo si creava un sistema in cui il governo manteneva in equilibrio la sua bilancia finanziaria detenendo depositi di oro e argento in depositi federali e non potendo a suo piacimento stampare moneta, prevenendo in tal modo rischi inflazionistici.
A tenere impegnato il Congresso non fu però soltanto la politica interna. Sia lungo il confine nord che quello a sud la situazione non era certamente tranquilla. Nella regione di confine con il Nuovo Brunswick britannico, la questione territoriale si accese nuovamente e per poco non si arrivò ad un conflitto armato con la colonia canadese. Il governo di Van Buren si impegnò duramente per mantenere tranquille le acque con l'Impero britannico, acque che rimasero agitate per le insistenti voci di sostegno da parte statunitense della ribellione anti-britannica nella provincia dell'Alto Canada. A sud la Repubblica del Texas, dopo aver proclamato la sua indipendenza dal Messico e aver tentato di unirsi subito agli Stati Uniti, non riuscendovi si vide costretta a cercare alleati all'estero trovandoli nella Francia e nella Gran Bretagna, interessate ancora a mantenere un piede sul continente americano. Soltanto fra qualche anno la situazione del Texas sarebbe esplosa fra le mani degli Stati Uniti.
Degno di nota in questo Congresso è l'utilizzo per la prima volta al Senato della tattica dilatoria parlamentare cosiddetta filibuster. Non prevista espressamente dalla Costituzione, le regole del Senato permettono ancora oggi ad uno o più senatori di avere diritto di parola per un tempo indefinito fino a quando non votino per chiudere la discussione almeno i tre quinti del Senato (ovvero 60 su 100 senatori). Il filibuster diventò quindi una tattica efficace per impedire il dibattito di una o più discussioni considerate nocive per il proprio partito. Ad oggi, mentre il filibuster è ancora consentito al Senato, alla Camera dei rappresentanti non venne più consentito da una modifica regolamentare introdotta nel 1842, che limita ancora oggi i tempi di dibattito.

### Cronologia
- 23-25 marzo 1839 - Il generale statunitense WInfield Scott e il vicegovernatore del Nuovo Brunswick John Harvey (entrambi veterani della guerra del 1812) stringono un accordo con il quale promettono di non schierare le rispettive truppe nella regione del fiume Aroostoock. Le trattative per concordare definitivamente il confine vanno avanti.
- 10 maggio 1839 - La comunità mormone si stabilisce nell'Illinois, dopo essere stata espulsa dal Missouri.
- 26 agosto 1839 - Un gruppo di schiavi africani cattura una nave spagnola, la Amistad, dopo aver ucciso il comandante e fa rotta sul Connecticut. Una volta sbarcata la nave viene sequestrata dalle autorità statunitensi, nonostante della nave ne venisse richiesta la restituzione da parte della Corona spagnola. Il caso arriverà fino alla Corte suprema degli Stati Uniti nel 1841, quando gli schiavi saranno tutti rilasciati.
- 25 settembre 1839 - La Francia riconosce formalmente la Repubblica del Texas.
- 13 novembre 1839 - Da una costola dell'American Anti-Slavery Society nasce il Liberty Party. Quest'ultimo si costituisce da elementi abolizionisti moderati dell'AASS che sostengono il carattere abolizionista della Costituzione.
- 4 dicembre 1839 - Il Partito Whig tiene la sua prima convention nazionale per votare il ticket da presentare alle elezioni presidenziali del 1840. Dopo un primo turno di votazioni tra i delegati in cui Henry Clay ottiene più voti ma non la maggioranza assoluta richiesta, quest'ultimo si ritira dalla contesa. Dopo cinque votazioni il candidato eletto dal partito è William Henry Harrison, accompagnato per il ruolo di vicepresidente da John Tyler (grande sostenitore del diritto degli stati e uomo fedele a Henry Clay). La convention renderà palese il fatto che il partito è unito soltanto dalla forte opposizione contro il Partito Democratico, con tante anime al suo interno. Tuttavia la campagna elettorale del Whig sarà forsennata e rivoluzionaria: per la prima volta vengono creati slogan e canzoni per accompagnare il candidato in giro per gli Stati Uniti, definendolo come un vero uomo di frontiera contro l'aristocratico Van Buren. Questa campagna elettorale sarà decisiva per la sua futura vittoria alle presidenziali.
- 8 gennaio 1840 - Come ad ogni inizio di sessione di lavori, la Camera dei rappresentanti vota la conferma della gag rule sulla schiavitù, anche se il margine si riduce considerevolmente rispetto alle precedenti votazioni (114-108).
- 12 gennaio 1840 - Il presidente Martin Van Buren tenta nuovamente di riproporre al Congresso la riforma del Dipartimento del Tesoro (Independent Treasury), mirante a far gestire direttamente dal governo i fondi federali, senza avvalersi di alcuna banca centrale. La proposta passa al Senato e deve passare anche alla Camera, che nel precedente Congresso aveva bocciato la proposta.
- 13 gennaio 1840 - Il piroscafo Lexington esplode e affonda vicino a New York. Muoiono 140 passeggeri.
- 19 gennaio 1840 - La missione di esplorazione guidata dal tenente Charles Wilkes raggiunge l'Antartico lungo la costa che oggi prende il nome di Terra di Wilkes.
- 1º aprile 1840 - Il Liberty Party tiene la sua prima convention nazionale ad Albany (New York), puntando ad accaparrarsi il voto dei 150.000 abolizionisti sparsi su tutto il territorio degli Stati Uniti. Il partito infatti si candiderà alle prossime elezioni presidenziali, composto da James G. Birney alla presidenza e Thomas Earle alla vicepresidenza.
- 5-6 maggio 1840 - A Baltimora si tiene la convention nazionale del Partito Democratico. Il partito, oltre che nominare candidato alla presidenza Martin Van Buren, si esprime esplicitamente contrario a qualsiasi tentativo di abrogare al Congresso la schiavitù. La loro piattaforma politica è più chiara, rispetto a quella del Partito Whig: la Costituzione va interpretata alla lettera, non più esserci spazio per una banca nazionale. Il partito tuttavia non riesce a nominare un candidato alla vicepresidenza, e quindi alle presidenziali si candida soltanto Van Buren.
- 6 maggio 1840 - Un gruppo di immigrati svizzeri fonda l'insediamento di St. Paul, che in futuro diventerà l'odierna Minneapolis (Minnesota).
- 30 giugno 1840 - La Camera dei rappresentanti, a differenza del Congresso precedente, approva l'Independent Treasury Act, nonostante la dura opposizione della minoranza Whig. Era da diverso tempo che i democratici del Nord e del Sud non si trovassero così uniti per contrastare l'opposizione.
- 4 luglio 1840 - Il presidente Van Buren firma l'Independent Treasury Act, con cui il governo si garantisce il diritto esclusivo di battere moneta solo quando necessario, creando dei depositi in cui conservare i fondi federali in oro e argento. I depositi vengono istituiti a Boston, New York, Philadelphia, Washington, Charleston, St. Louis e a New Orleans.
- 30 ottobre 1840 - Si tengono le elezioni presidenziali e il candidato del Whig William Henry Harrison batte il presidente in carica Martin Van Buren con uno scarto di appena 146.000 voti popolari. Van Buren perde inaspettatamente a New York, da dove proviene, e paga sicuramente gli effetti della crisi economica.
- 13 novembre 1840 - La Repubblica del Texas viene riconosciuta anche dall'Impero britannico, con cui conclude un trattato commerciale.
- 2 dicembre 1840 - A Washington si riunisce il collegio elettorale e Harrison ottiene 234 voti (60 ne vanno a Van Buren), ottenendo la maggioranza assoluta e diventando nuovo presidente degli Stati Uniti. Anche il suo compagno di ticket, John Tyler, vince le elezioni per la vicepresidenza. Avendo ottenuto la maggioranza anche al Congresso, è la prima volta dal 1800 che un partito (in questo caso il Partito Democratico) perde completamente tutto il suo potere politico in un'unica tornata elettorale.

## Atti legislativi più importanti
- 4 luglio 1840: Independent Treasury Act del 1840, 5 Stat. 385, ch. 41 (An Act to provide for the collection, safe keeping, transfer, and disbursement of the public revenue) - La legge vieta esplicitamente l'istituzione di una banca centrale, accentrando sul Dipartimento del Tesoro il compito di costituire depositi sparsi su tutto il territorio in cui conservare i fondi federali in oro e argento, potendo stampare moneta soltanto quando strettamente necessario. Vengono istituiti questi depositi a Boston, New York, Philadelphia, Washington, Charleston, St. Louis e a New Orleans.

## Partiti

### Senato
|                             | Partiti  | Partiti | Totali | Vacanti |
| --------------------------- | -------- | ------- | ------ | ------- |
|                             |          |         | Totali | Vacanti |
| Democratico (D)             | Whig (W) |         | Totali | Vacanti |
| Congresso precedente        | 35       | 16      | 51     | 1       |
|                             |          |         |        |         |
| Inizio                      | 28       | 19      | 47     | 5       |
| Fine                        | 29       | 23      | 52     | 0       |
| % Fine                      | 55,8%    | 44,2%   |        |         |
|                             |          |         |        |         |
| Inizio Congresso successivo | 22       | 29      | 51     | 1       |

### Camera dei rappresentanti
|                             | Partiti         | Partiti         | Partiti  | Partiti | Partiti | Totali | Vacanti |
| --------------------------- | --------------- | --------------- | -------- | ------- | ------- | ------ | ------- |
|                             |                 |                 |          |         |         | Totali | Vacanti |
| Anti- massonico (AM)        | Conservatore(C) | Democratico (D) | Whig (W) | Altri   |         | Totali | Vacanti |
| Congresso precedente        | 7               | 0               | 123      | 106     | 4       | 240    | 2       |
|                             |                 |                 |          |         |         |        |         |
| Inizio                      | 6               | 2               | 124      | 109     | 0       | 241    | 1       |
| Fine                        | 5               | 2               | 123      | 111     | 0       | 241    | 1       |
| % Fine                      | 2,1%            | 0,8%            | 51,0%    | 46,1%   | 0,0%    |        |         |
|                             |                 |                 |          |         |         |        |         |
| Inizio Congresso successivo | 0               | 0               | 99       | 142     | 1       | 242    | 0       |

## Leadership

### Senato
- Presidente: Richard M. Johnson (D)
- Presidente pro tempore: William R. King (D)

### Camera dei rappresentanti
- Speaker: Robert M.T. Hunter (W)

## Membri

### Senato
I senatori stati eletti ogni due anni e ad ogni Congresso ne viene rinnovato un terzo. Prima del nome di ogni senatore viene indicata la "classe", ovvero il ciclo di elezioni in cui è stato eletto. Per il 26º Congresso furono sottoposti ad elezione i senatori di classe 2.
Alabama
- 2. William R. King (D)
- 3. Clement C. Clay (D)

Arkansas
- 2. William S. Fulton (D)
- 3. Ambrose H. Sevier (D)

Carolina del Nord

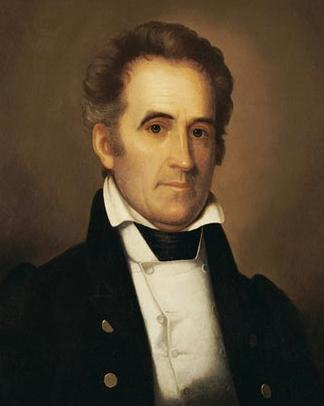
Il presidente del Senato Richard M. Johnson (D).

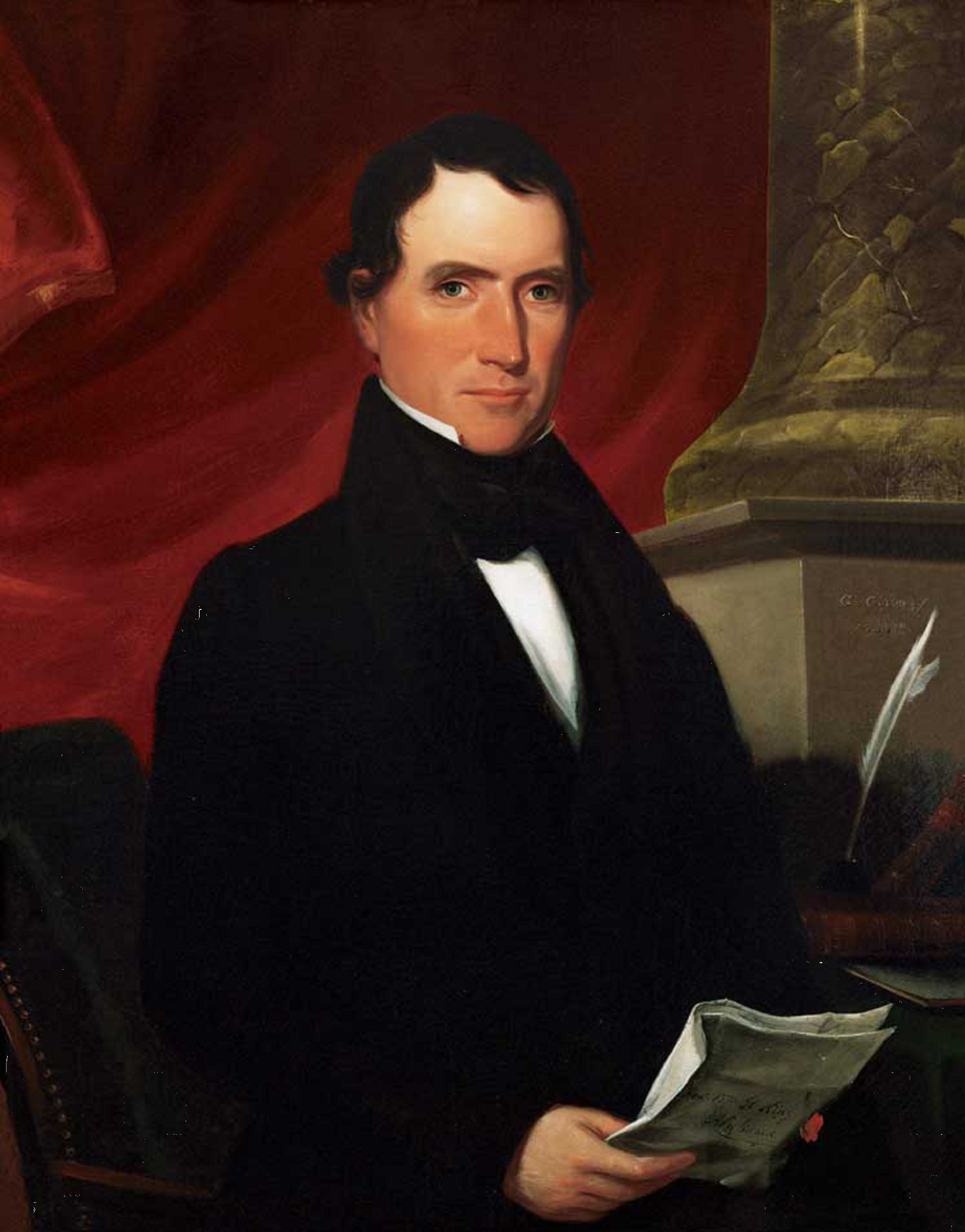
Il presidente pro tempore del Senato William R. King (D).

- 2. Bedford Brown (D), fino al 16 novembre 1840
  - Willie P. Mangum (W), dal 25 novembre 1825
- 3. Robert Strange (D), fino al 16 novembre 1840
  - William A. Graham (W), dal 25 novembre 1840

Carolina del Sud
- 2. John C. Calhoun (D)
- 3. William C. Preston (W)

Connecticut
- 1. Thaddeus Betts (W), fino al 7 aprile 1840
  - Jabez W. Huntington (W), dal 4 maggio 1840
- 3. Perry Smith (D)

Delaware
- 1. Richard H. Bayard (W), fino al 19 settembre 1839
  - Richard H. Bayard (W), dal 12 gennaio 1841
- 2. Thomas Clayton (W)

Georgia
- 2. Wilson Lumpkin (D)
- 3. Alfred Cuthbert (D)

Illinois
- 2. John M. Robinson (D)
- 3. Richard M. Young (D)

Indiana
- 1. Albert S. White (W)
- 3. Oliver H. Smith (W)

Kentucky
- 2. John J. Crittenden (W)
- 3. Henry Clay (W)

Louisiana
- 2. Robert C. Nicholas (D)
- 3. Alexander Mouton (D)

Maine
- 1. Reuel Williams (D)
- 2. John Ruggles (D)

Maryland
- 1. William D. Merrick (W)
- 3. John S. Spence (W), fino al 24 ottobre 1840
  - John L. Kerr (W), dal 5 gennaio 1841

Massachusetts
- 1. Daniel Webster (W), fino al 22 febbraio 1841
  - Rufus Choate (W), dal 23 febbraio 1841
- 2. John Davis (W), fino al 5 gennaio 1841
  - Isaac C: Bates (W), dal 13 gennaio 1841

Michigan
- 1. seggio vacante, fino al 20 gennaio 1840
  - Augustus S. Porter (W), dal 20 gennaio 1840
- 2. John Norvell (D)

Mississippi
- 1. John Henderson (W)
- 2. Robert J. Walker (D)

Missouri
- 1. Thomas H. Benton (D)
- 3. Lewis F. Linn (D)

New Hampshire
- 2. Henry Hubbard (D)
- 3. Franklin Pierce (D)

New Jersey
- 1. Samuel L. Southard (W)
- 2. Garret D. Wall (D)

New York
- 1. seggio vacante, fino al 14 gennaio 1840
  - Nathaniel P. Tallmadge (D), dal 14 gennaio 1840
- 3. Silas Wright, Jr. (D)

Ohio
- 1. Benjamin Tappan (D)
- 3. William Allen (D)

Pennsylvania
- 1. seggio vacante, dal 14 gennaio 1840
  - Daniel Sturgeon (D), dal 14 gennaio 1840
- 3. James Buchanan (D)

Rhode Island
- 1. Nathan F. Dixon (W)
- 2. Nehemiah R. Knight (W)

Tennessee
- 1. seggio vacante, fino al 19 novembre 1839
  - Felix Grundy (D), dal 19 novembre 1839 al 19 dicembre 1840
  - Alfred O.P. Nicholson (D), dal 25 dicembre 1840
- 2. Hugh Lawson White (W), fino al 13 gennaio 1840
  - Alexander O. Anderson (D), dal 26 febbraio 1840

Vermont
- 1. Samuel S. Phelps (W)
- 3. Samuel Prentiss (W)

Virginia
- 1. seggio vacante, fino al 18 gennaio 1841
  - William C. Rives (D), dal 18 gennaio 1841
- 2. William H. Roane (D)

### Camera dei rappresentanti
Nell'elenco, prima del nome del membro, viene indicato il distretto elettorale di provenienza o se quel membro è stato eletto in un collegio unico (at large).
Alabama
- 1. Reuben Chapman (D)
- 2. David Hubbard (D)
- 3. George W. Crabb (W)
- 4. Dixon H. Lewis (D)
- 5. James Dellet (W)

Arkansas
- At-large. Edward Cross (D)

Carolina del Nord
- 1. Kenneth Rayner (W)
- 2. Jesse A. Bynum (D)
- 3. Edward Stanly (W)
- 4. Charles B. Shepard (W)
- 5. James I. McKay (D)
- 6. Micajah T. Hawkins (D)
- 7. Edmund Deberry (W)
- 8. William Montgomery (D)
- 9. John Hill (D)
- 10. Charles Fisher (D)
- 11. Henry W. Connor (D)
- 12. James Graham (W)
- 13. Lewis Williams (W)

Carolina del Sud
- 1. Hugh S. Legaré (D)
- 2. Robert Rhett (D)
- 3. John Campbell (N)
- 4. Franklin H. Elmore (D)
- 5. Francis W. Pickens (N)
- 6. Waddy Thompson, Jr. (W)
- 7. William K. Clowney (N)
- 8. John P. Richardson (D)
- 9. John K. Griffin (N)

Connecticut
- 1. Joseph Trumbull (W)

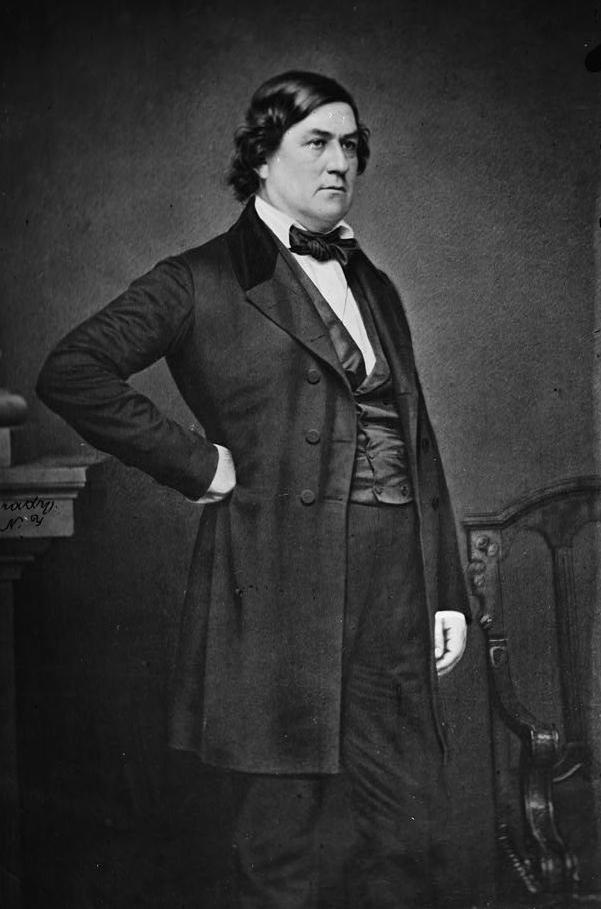
Lo speaker della Camera dei rappresentanti Robert M.T. Hunter (W).

- 2. William L. Storrs (W), fino al giugno 1840
  - William W. Boardman (W), dal 7 dicembre 1840
- 3. Thomas W. Williams (W)
- 4. Thomas B. Osborne (W)
- 5. Truman Smith (W)
- 6. John H. Brockway (W)

Delaware
- At-large. Thomas Robinson, Jr. (D)

Georgia
- At-large. Julius C. Alford (W)
- At-large. Edward J. Black (W)
- At-large. Walter T. Colquitt (W), fino al 21 luglio 1840
  - Hines Holt (W), dal 1º febbraio 1841
- At-large. Mark A. Cooper (W)
- At-large. William C. Dawson (W)
- At-large. Richard W. Habersham (W)
- At-large. Thomas B. King (W)
- At-large. Eugenius A. Nisbet (W)
- At-large. Lott Warren (W)

Illinois
- 1. John Reynolds (D)
- 2. Zadok Casey (D)
- 3. John T. Stuart (W)

Indiana
- 1. George H. Proffit (W)
- 2. John W. Davis (D)
- 3. John Carr (D)
- 4. Thomas Smith (D)
- 5. James Rariden (W)
- 6. William W. Wick (D)
- 7. seggio vacante, fino al 5 agosto 1839
  - Tilghman A. Howard (D), dal 5 agosto 1839 al 1º luglio 1840
  - Henry S. Lane (W), dal 3 agosto 1840

Kentucky
- 1. Linn Boyd (D)
- 2. Philipp Triplett (W)
- 3. Joseph R. Underwood (W)
- 4. Sherrod Williams (W)
- 5. Simeon H. Anderson  (W), fino all'11 agosto 1840
  - John B. Thompson (W), dal 7 dicembre 1840
- 6. Willis Green (W)
- 7. John Pope (W)
- 8. William J. Graves (W)
- 9. John White (W)
- 10. Richard Hawes (W)
- 11. Landaff W. Andrews (W)
- 12. Garrett Davis (W)
- 13. William O. Butler (D)

Louisiana
- 1. Edward D. White, Sr. (W)
- 2. Thomas W. Chinn (W)
- 3. Rice Garland (W), fino al 21 luglio 1840
  - John Moore (W), dal 17 dicembre 1840

Maine
- 1. Nathan Clifford (D)
- 2. Albert Smith (D)
- 3. Benjamin Randall (W)
- 4. George Evans (W), fino al 3 marzo 1841
  - seggio vacante, dal 3 marzo 1841
- 5. Virgil D. Parris (D)
- 6. Hugh J. Anderson (D)
- 7. Joshua A. Lowell (D)
- 8. Thomas Davee (D)

Maryland
- 1. John Dennis (W)
- 2. Philip F. Thomas (D)
- 3. John T.H. Worthington (D)
- 4. James Carroll (D)
- 4. Solomon Hillen, Jr. (D)
- 5. William C. Johnson (W)
- 6. Francis Thomas (D)
- 7. Daniel Jenifer (W)

Massachusetts
- 1. Abbott Lawrence (W), fino al 18 settembre 1840
  - Robert C. Winthrop (W), dal 9 novembre 1840
- 2. Leverett Saltonstall (W)
- 3. Caleb Cushing (W)
- 4. William Parmenter (D)
- 5. Levi Lincoln, Jr. (W)
- 6. James C. Alvord (W), fino al 27 settembre 1839
  - Osmyn Baker (W), dal 14 gennaio 1840
- 7. George N. Briggs (W)
- 8. William B. Calhoun (W)
- 9. William S. Hastings (W)
- 10. Henry Williams (D)
- 11. John Reed, Jr. (W)
- 12. John Quincy Adams (W)

Michigan
- At-large. Isaac E. Crary (D)

Mississippi
- At-large. Albert G. Brown (D)
- At-large. Jacob Thompson (D)

Missouri
- At-large. Albert G. Harrison (D), fino al 7 settembre 1839
  - John Jameson (D), dal 12 dicembre 1839
- At-large. John Miller (D)

New Hampshire
- At-large. Charles G. Atherton (D)
- At-large. Edmund Burke (D)
- At-large. Ira A. Eastman (D)
- At-large. Tristram Shaw (D)
- At-large. Jared W. Williams (D)

New Jersey
- At-large. William R. Cooper (D)
- At-large. Philemon Dickerson (D)
- At-large. Joseph Kille (D)
- At-large. Joseph F. Randolph (W)
- At-large. Daniel B. Ryall (D)
- At-large. Peter D. Vroom (D)

New York
- 1. Thomas B. Jackson (D)
- 2. James De La Montanya (D)
- 3. Edward Curtis (W)
- 3. Moses H. Grinnell (W)
- 3. Ogden Hoffman (W)
- 3. James Monroe (W)
- 4. Gouverneur Kemble (D)
- 5. Charles Johnston (W)
- 6. Nathaniel Jones (D)
- 7. Rufus Palen (W)
- 8. John Ely (D)
- 8. Aaron Vanderpoel (D)
- 9. Hiram P. Hunt (W)
- 10. Daniel D. Barnard (W)
- 11. Anston Brown (W), fino al 14 giugno 1840
  - Nicholas B. Doe (W), dal 7 dicembre 1840
- 12. David A. Russell (W)
- 13. Augustus C. Hand (D)
- 14. John Fine (D)
- 15. Peter J. Wagner (W)
- 16. Andrew W. Doig (D)
- 17. David P. Brewster (D)
- 17. John G. Floyd (D)
- 18. Thomas C. Chittenden (W)
- 19. John H. Prentiss (D)
- 20. Judson Allen (D)
- 21. John C. Clark (D)
- 22. Amasa Dana (D)
- 22. Stephen B. Leonard (D)
- 23. Nehemiah H. Earll (D)
- 23. Edward Rogers (D)
- 24. Christopher Morgan (W)
- 25. Theron R. Strong (D)
- 26. Francis Granger (W)
- 27. Meredith Mallory (D)
- 28. Thomas Kempshall (W)
- 29. Seth M. Gates (W)
- 30. Luther C. Peck (W)
- 31. Richard P. Marvin (W)
- 32. Millard Fillmore (W)
- 33. Charles F. Mitchell (W)

Ohio
- 1. Alexander Duncan (D)
- 2. John B. Weller (D)
- 3. Patrick G. Goode (W)
- 4. Thomas Corwin (W), fino al 30 maggio 1840
  - Jeremiah Morrow (W), dal 13 ottobre 1840
- 5. William Doan (D)
- 6. Calvary Morris (W)
- 7. William K. Bond (W)
- 8. Joseph Ridgway (W)
- 9. William Medill (D)
- 10. Samson Mason (W)
- 11. Isaac Parish (D)
- 12. Jonathan Taylor (D)
- 13. Daniel P. Leadbetter (D)
- 14. George Sweeny (D)
- 15. John W. Allen (W)
- 16. Joshua R. Giddings (W)
- 17. John Hastings (D)
- 18. David A. Starkweather (D)
- 19. Henry Swearingen (D)

Pennsylvania
- 1. Lemuel Paynter (D)
- 2. John Sergeant (W)
- 2. George W. Toland (W)
- 3. Charles Naylor (W)
- 4. Edward Davies (AM)
- 4. John Edwards (AM)
- 4. Francis James (AM)
- 5. Joseph Fornance (D)
- 6. John Davis (D)
- 7. David D. Wagener (D)
- 8. Peter Newhard (D)
- 9.George M. Keim (D)
- 10. William Simonton (W)
- 11. James Gerry (D)
- 12. James Cooper (W)
- 13. William S. Ramsey (D), fino al 17 ottobre 1840
  - Charles McClure (D), dal 7 dicembre 1840
- 14. William W. Potter (D), fino al 28 ottobre 1839
  - George McCulloch (D), dal 20 novembre 1839
- 15. David Petrikin (D)
- 16. Robert H. Hammond (D)
- 17. Samuel W. Morris (D)
- 18. Charles Ogle (AM)
- 19. Albert G. Marchand (D)
- 20. Enos Hook (D)
- 21. Isaac Leet (D)
- 22. Richard Biddle (AM), fino al 21 luglio 1840
  - Henry M. Brackenridge (W), dal 13 ottobre 1840
- 23. William Beatty (D)
- 24. Thomas Henry (AM)
- 25. John Galbraith (D)

Rhode Island
- At-large. Robert B. Cranston (W)
- At-large. Joseph L. Tillinghast (W)

Tennessee
- 1. William B. Carter (W)
- 2. Abraham McClennan (W)
- 3. Joseph L. Williams (W)
- 4. Julius W. Blackwell (D)
- 5. Hopkins L. Turney (D)
- 6. William B. Campbell (W)
- 7. John Bell (D)
- 8. Meredith P. Gentry (W)
- 9. Harvey M. Watterson (D)
- 10. Aaron V. Brown (D)
- 11. Cave Johnson (D)
- 12. John W. Crockett (W)
- 13. Christopher H. Williams (W)

Vermont
- 1. Hiland Hall (W)
- 2. William Slade (W)
- 3. Horace Everett (W)
- 4. John Smith (D)
- 5. Isaac Fletcher (D)

Virginia
- 1. Joel Holleman (D), fino al dicembre 1840
  - Francis Mallory (W), dal 28 dicembre 1840
- 2. Francis E. Rives (D)
- 3. John W. Jones (D)
- 4. George C. Dromgoole (D)
- 5. John Hill (W)
- 6. Walter Coles (D)
- 7. William L. Goggin (W)
- 8. Henry A. Wise (D)
- 9. Robert M.T. Hunter (W)
- 10. John Taliaferro (W)
- 11. John M. Botts (W)
- 12. James Garland (D)
- 13. Linn Banks (D)
- 14. Charles F. Mercer (W), fino al 26 dicembre 1839
  - William M. McCarty (W), dal 25 gennaio 1840
- 15. William Lucas (D)
- 16. Green B. Samuels (D)
- 17. Robert Craig (D)
- 18. George W. Hopkins (D)
- 19. Andrew Beirne (D)
- 20. Joseph Johnson (D)
- 21. Lewis Steenrod (D)

Membri non votanti
Territorio della Florida
- Charles Downing

Territorio dell'Iowa
- William W. Chapman (D), fino al 27 ottobre 1840
  - Augustus C. Dodge (D), dal 28 ottobre 1840

Territorio del Wisconsin
- James D. Doty (D)

## Cambiamenti nella rappresentanza

### Senato
| Stato (classe)        | Membro precedente     | Ragione del cambiamento | Successore                 | Data della successione     |
| --------------------- | --------------------- | --- | -------------------------- | -------------------------- |
| Tennessee (1)         | Seggio vacante        | Il seggio era rimasto vacante dal precedente Congresso. | Felix Grundy (D)           | Eletto il 19 novembre 1839 |
| New York (1)          | Seggio vacante        | Il seggio era rimasto vacante dal precedente Congresso. | Nathaniel P. Tallmadge (D) | Eletto il 14 gennaio       |
| Pennsylvania (1)      | Seggio vacante        | Il seggio era rimasto vacante dal precedente Congresso. | Daniel Sturgeon (D)        | Eletto il 14 gennaio       |
| Michigan (1)          | Seggio vacante        | Il seggio è rimasto vacante dato che Michigan non è riuscito a eleggerlo in tempo per l'inizio dei lavori del Congresso.                                                                                     | Augustus S. Porter (W)     | Eletto il 20 gennaio 1840  |
| Virginia (1)          | Seggio vacante        | Il seggio è rimasto vacante dato che Michigan non è riuscito a eleggerlo in tempo per l'inizio dei lavori del Congresso.                                                                                     | William C. Rives (D)       | Eletto il 18 gennaio 1841  |
| Delaware (1)          | Richard H. Bayard (W) | Bayard si è dimesso il 19 settembre 1839 dopo essere stato nominato presidente della Corte suprema del Delaware. Bayard è stato poi rieletto e ha ripreso possesso del seggio da lui lasciato in precedenza. | Richard H. Bayard (W)      | Eletto il 12 gennaio 1841  |
| Tenneessee (2)        | Hugh Lawson White (W) | White si è dimesso 13 gennaio 1840. | Alexander O. Anderson (D)  | Eletto il 26 febbraio 1840 |
| Connecticut (1)       | Thaddeus Betts (W)    | Betts è deceduto il 7 aprile 1840. | Jabez W. Huntington (W)    | Eletto il 4 maggio 1840    |
| Maryland (3)          | John S. Spence (W)    | Spence è deceduto il 24 ottobre 1840. | John L. Kerr (W)           | Eletto il 5 gennaio 1841   |
| Carolina del Nord (2) | Bedford Brown (D)     | Brown si è dimesso il 16 novembre 1841. | Willie P. Mangum (W)       | Eletto il 25 novembre 1840 |
| Carolina del Nord (3) | Robert Strange (D)    | Strange si è dimesso il 16 novembre 1840. | William A. Graham (W)      | Eletto il 25 novembre 1840 |
| Tenneessee (1)        | Felix Grundy (D)      | Grundy è deceduto il 19 dicembre 1840. | Alfred O.P. Nicholson (D)  | Eletto il 25 dicembre 1840 |
| Massachusetts (2)     | John Davis (W)        | Davis si è dimesso il 5 gennaio 1841, dopo essere stato eletto governatore del Massachusetts. | Isaac C: Bates (W)         | Eletto il 13 gennaio 1841  |
| Massachusetts (1)     | Daniel Webster (W)    | Webster si è dimesso il 22 febbraio 1841. | Rufus Choate (W)           | Eletto il 23 febbraio 1841 |

### Camera dei rappresentanti
| Distretto                     | Membro precedente      | Ragione del cambiamento | Successore                | Data della successione        |
| ----------------------------- | ---------------------- | --- | ------------------------- | ----------------------------- |
| 7° Indiana                    | Seggio vacante         | Il rappresentante eletto Howard ha preso possesso del suo seggio soltanto dopo l'inizio dei lavori di questo Congress.                    | Tilghman A. Howard (D)    | Insediato il 5 agosto 1839    |
| At-large Missouri             | Albert G. Harrison (D) | Harrison è deceduto il 7 settembre 1839.                                                                                                  | John Jameson (D)          | Insediato il 12 dicembre 1839 |
| 6° Massachusetts              | James C. Alvord (W)    | Alvord è deceduto il 27 settembre 1839.                                                                                                   | Osmyn Baker (W)           | Insediato il 14 gennaio 1840  |
| 14° Pennsylvania              | William W. Potter (D)  | Potter è deceduto il 28 ottobre 1839. | George McCulloch (D)      | Insediato il 20 novembre 1839 |
| 14° Virginia                  | Charles F. Mercer (W)  | Mercer si è dimesso il 26 dicembre 1839.                                                                                                  | William M. McCarty (W)    | Insediato il 25 gennaio 1840  |
| 4° Ohio                       | Thomas Corwin (W)      | Corwin si è dimesso il 30 maggio 1840 dopo essersi candidato per la carica di governatore dell'Ohio.                                      | Jeremiah Morrow (W)       | Insediato il 13 ottobre 1840  |
| 2° Connecticut                | William L. Storrs (W)  | Storrs si è dimesso attorno al giugno del 1840.                                                                                           | William W. Boardman (W)   | Insediato il 7 dicembre 1840  |
| 11° New York                  | Anston Brown (W)       | Brown è deceduto il 14 giugno 1840. | Nicholas B. Doe (W)       | Insediato il 7 dicembre 1840  |
| 7° Indiana                    | Tilghman A. Howard (D) | Howard si è dimesso il 1º luglio 1840 | Henry S. Lane (W)         | Insediato il 3 agosto 1840    |
| At-large Georgia              | Walter T. Colquitt (W) | Colquitt si è dimesso il 21 luglio 1840.                                                                                                  | Hines Holt (W)            | Insediato il 1º febbraio 1841 |
| 3° Louisiana                  | Rice Garland (W)       | Garland si è dimesso il 21 luglio 1840, dopo aver accettato la carica di giudice della Corte suprema della Louisiana.                     | John Moore (W)            | Insediato il 17 dicembre 1840 |
| 22° Pennsylvania              | Richard Biddle (AM)    | Biddle si è dimesso il 21 luglio 1840. | Henry M. Brackenridge (W) | Insediato il 13 ottobre 1840  |
| 5° Kentucky                   | Simeon H. Anderson (W) | Anderson è deceduto l'11 agosto 1840. | John B. Thompson (W)      | Insediato il 7 dicembre 1840  |
| 1° Massachusetts              | Abbott Lawrence (W)    | Lawrence si è dimesso il 18 settembre 1840.                                                                                               | Robert C. Winthrop (W)    | Insediato il 9 novembre 1840  |
| 13° Pennsylvania              | William S. Ramsey (D)  | Ramsey è deceduto il 17 ottobre 1840. | Charles McClure (D)       | Insediato il 7 dicembre 1840  |
| At-large Territorio dell'Iowa | William W. Chapman (D) | Chapman ha dovuto lasciare l'incarico il 27 ottobre 1840 per la scadenza del termine stabilito dalla legge di istituzione del Territorio. | Augustus C. Dodge (D)     | Insediato il 28 ottobre 1840  |
| 1° Virginia                   | Joel Holleman (D)      | Holleman si è dimesso nel dicembre 1840.                                                                                                  | Francis Mallory (W)       | Insediato il 28 dicembre 1840 |
| 4° Maine                      | George Evans (W)       | Evans si è dimesso il 3 marzo 1841 essendo stato eletto senatore.                                                                         | Seggio vacante            |                               |

## Comitati
Qui di seguito si elencano i singoli comitati e i presidenti di ognuno (se disponibili).

### Senato
- Agriculture
- Audit and Control the Contingent Expenses of the Senate
- Bank Note Circulation
- Bankruptcy (select committee)
- Claims
- Commerce
- Debts of the States (select committee)
- Distributing Public Revenue Among the States (select committee)
- District of Columbia
- Finance
- Fishing Bounties and Allowances (select committee)
- Florida and Its Admission to the Union (select committee)
- Foreign Relations
- Indian Affairs
- Judiciary
- Manufactures
- Mileage of Members of Congress (select committee)
- Military Affairs
- Militia
- Naval Affairs
- Patents and the Patent Office
- Pensions
- Post Office and Post Roads
- Private Land Claims
- Public Buildings and Grounds
- Public Lands
- Revolutionary Claims
- Roads and Canals
- Tariff Regulation (select committee)
- Washington City Charter (select committee)
- Whole

### Camera dei rappresentanti
- Accounts
- Agriculture
- Claims
- Commerce
- District of Columbia
- Elections
- Expenditures in the Navy Department
- Expenditures in the Post Office Department
- Expenditures in the State Department
- Expenditures in the Treasury Department
- Expenditures in the War Department
- Expenditures on Public Buildings
- Foreign Affairs
- Indian Affairs
- Invalid Pensions
- Manufactures
- Mileage
- Military Affairs
- Militia
- Naval Affairs
- Patents
- Post Office and Post Roads
- Public Buildings and Grounds
- Public Expenditures
- Public Lands
- Revisal and Unfinished Business
- Revolutionary Claims
- Roads and Canals
- Rules (select committee)
- Standards of Official Conduct
- Territories
- Ways and Means
- Whole

### Comitati bicamerali (Joint)
- Enrolled Bills